# 前102年
| 千纪： | 前1千纪 |
| 世纪： | 前3世纪 \| 前2世纪 \| 前1世纪                                                                                      |
| 年代： | 前130年代 \| 前120年代 \| 前110年代 \| 前100年代 \| 前90年代 \| 前80年代 \| 前70年代                               |
| 年份： | 前107年 \| 前106年 \| 前105年 \| 前104年 \| 前103年 \| 前102年 \| 前101年 \| 前100年 \| 前99年 \| 前98年 \| 前97年 |
| 纪年： | 西汉太初三年 |

## 大事记
- 漢攻大宛之戰，匈奴兒單于卒，叔叔呴犁湖單于嗣位。汉武帝劉徹發兵援李廣利攻大宛，大宛殺其王降。李廣利取數十汗血馬還军，途中滅郁成國，殺郁成王。

## 出生
- 尤利烏斯·凱撒

## 逝世
- 兒單于
- 減宣